# 長野県立赤穂高等学校
もしかして
- 長野県赤穂高等学校

ではありませんか？